# Визентини, Антонио
Антонио Визентини (итал. Antonio Visentini, 21 ноября 1688, Венеция — 26 июня 1782, Венеция) — итальянский архитектор, рисовальщик, живописец и гравёр, мастер архитектурных фантазий и причудливых композиций в жанре «каприччио». Автор теоретических трактатов об искусстве перспективы.
Учился живописи в Венеции у Дж. А. Пеллегрини, затем стал изучать гравирование и перспективу, получил известность благодаря гравюрам с живописных ведут Каналетто, опубликованных под названием «Город Венеция в видах знаменитого Антонио Каналя» (итал. Urbis Venetiarum Prospectus Celebriores ex Antonii Canal). Издание было осуществлено по инициативе британского консула в Венеции Джозефа Смита. Серия была начата в 1728 году, к моменту её завершения в 1735 году было напечатано тридцать восемь офортов.
В Виченце Визентини писал фрески на вилле Вальмарана постройки Андреа Палладио, ограничиваясь стаффажем, поскольку фигуры писал Джандоменико Тьеполо (1757).
Не ограничивая себя живописью и гравюрой, Визентини занимался архитектурным проектированием. Представитель архитектурного неоклассицизма в Венеции, Визентини был одним из основателей Венецианской академии изящных искусств (Accademia di belle arti di Venezia), где преподавал перспективу в 1772—1778 годах. Антонио Визентини в 1743—1751 годах перестраивал для Дж. Смита два этажа здания Палаццо Смит-Манджилли-Вальмарана на Гранд-канале в палладианском стиле, а также создал фасад Палаццетто Джусти (1766).
Для публикации 1767 года «Трактата об ошибках архитекторов» (Trattato sopra gli errori degli architetti) Теофило Галлачини, теоретика архитектуры из Сиены, Визентини переработал иллюстрации и опубликовал «Наблюдения» (Osservazioni) к этому же трактату (1771). Теофило Галлачини (1564—1641) написал трактат «об ошибках» архитектуры маньеризма и раннего барокко. Публикацию обоих трактатов осуществил знаменитый венецианский издатель Джованни Баттиста Паскуали.
В Музее Коррер в Венеции хранятся рукописи неопубликованных трактатов Визентини в стихах по перспективе и архитектуре.

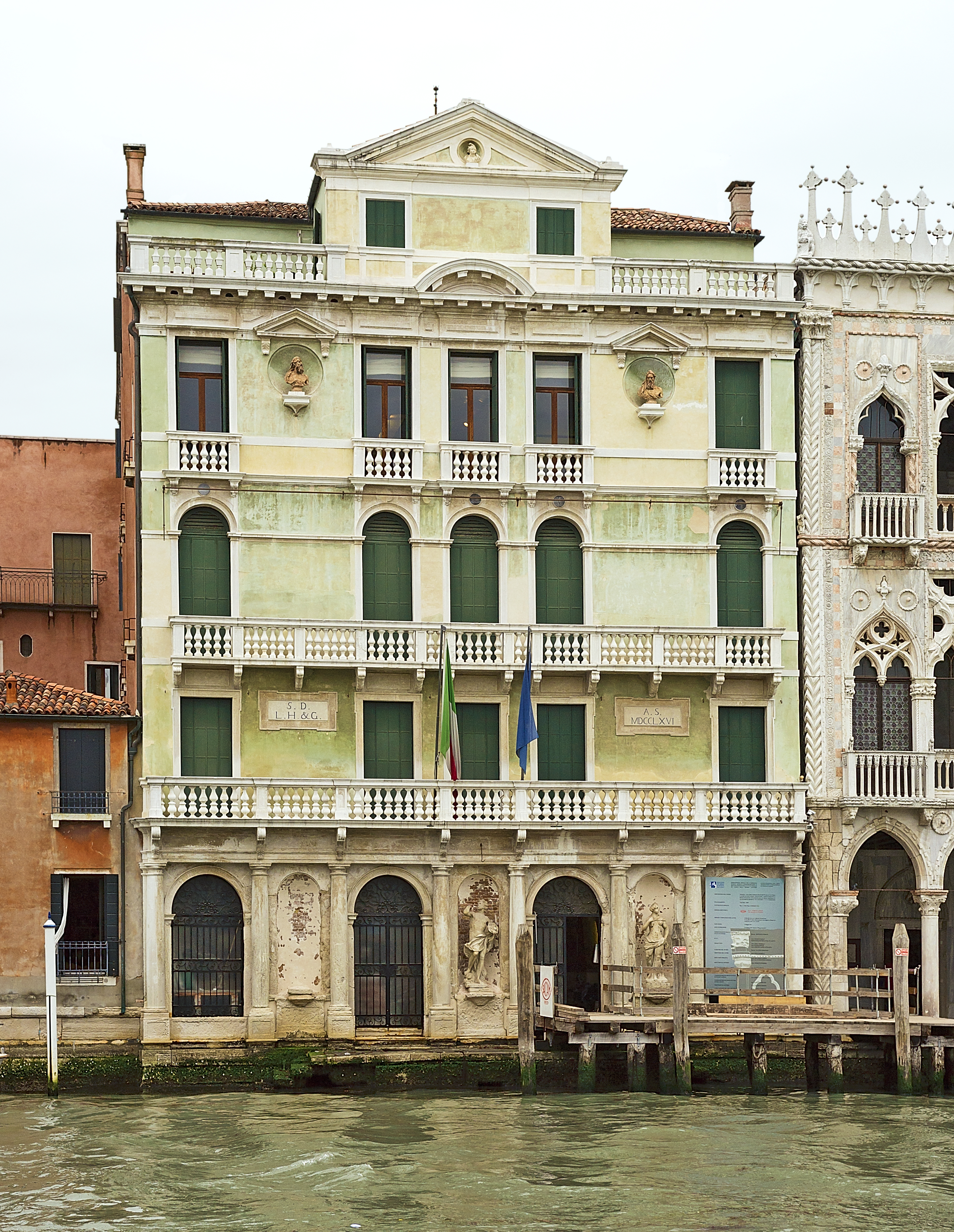
Палаццетто Джусти на Гранд-канале в Венеции. 1766
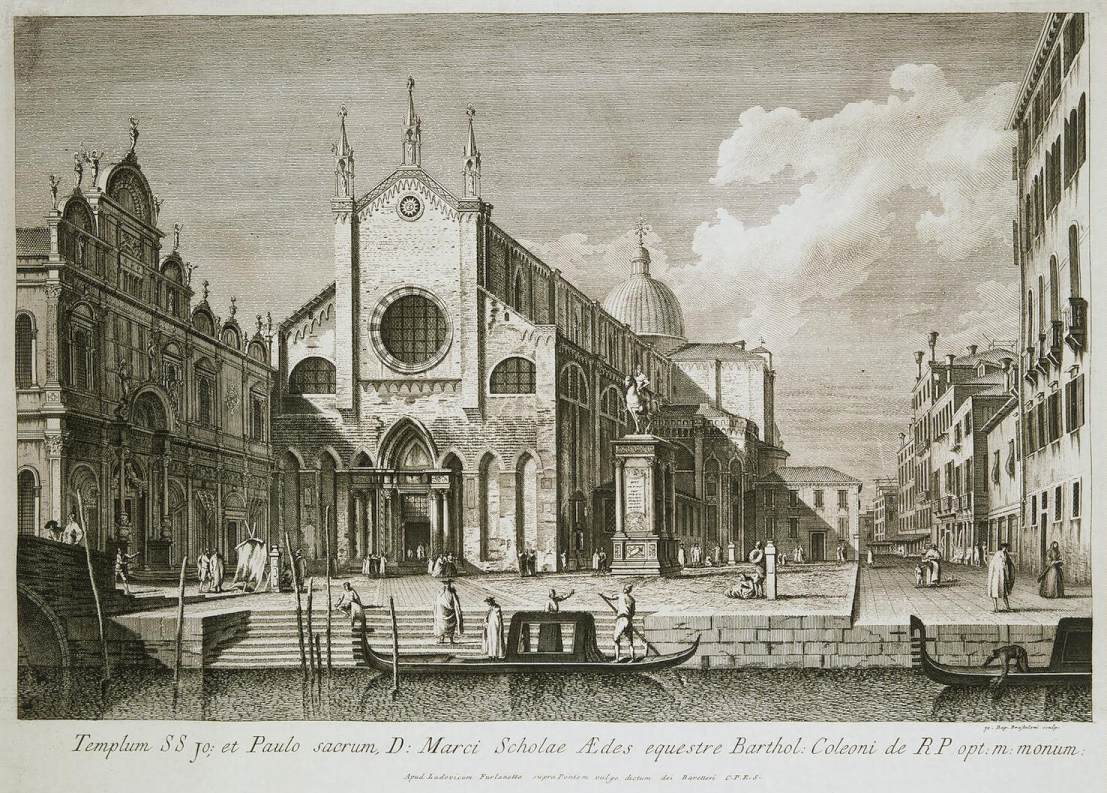
Площадь Санти-Джованни-е-Паоло в Венеции
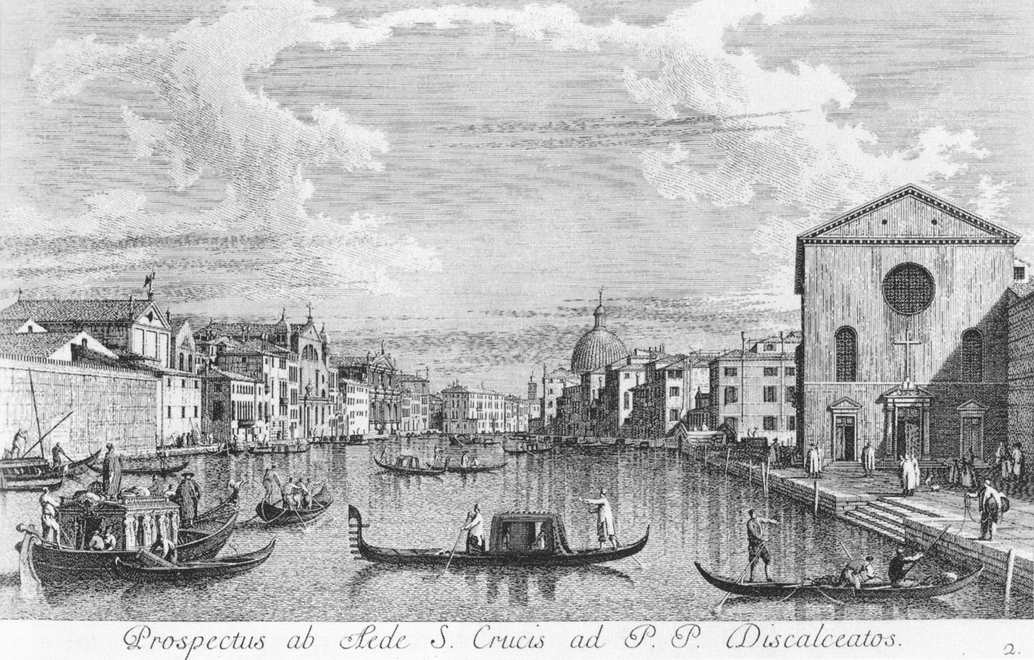
Вид Большого канала от церкви Санта-Кроче на восток
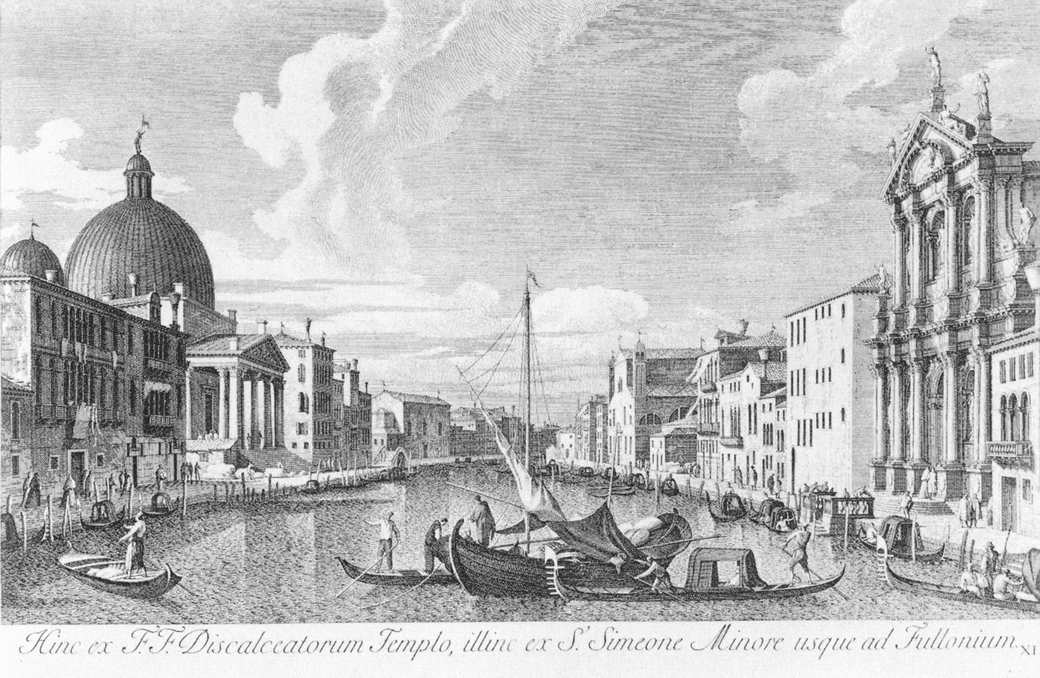
Большой канал с церковью Сан-Симеоне-Пикколо